# 伊藤小坡
伊藤 小坡（いとう しょうは、本名：佐登（さと）、旧姓：宇治土公（うじとこ）、1877年（明治10年）4月24日 - 1968年（昭和43年）1月7日）は、三重県度会郡宇治浦田町（現伊勢市宇治浦田町）に生まれ、京都を中心に風俗画、美人画を描いた日本画家。

## 画歴
伊勢にある猿田彦神社の宮司の長女として生まれている。幼少の頃より古典文学、茶の湯、柔術を習い、1891年（明治24年）頃から新聞小説の挿絵を竹紙に模写し始める。明治28年頃には四条派の流れをくむ郷土の画家、磯部百鱗に師事し歴史人物を好んで描いた。
1898年（明治31年）には画家になることを決意し京都に出て、磯部百鱗の紹介により森川曽文に師事し「文耕」の雅号をもらうが、曽文が病に倒れたため歴史画を得意とする谷口香嶠に師事し、「小坡」の雅号を受けている。この頃、京都市立美術工芸学校教授の荒木矩から漢字と国語を、漢学者の巖本範治から漢字を学んでいる。昭和に入ると小坡の美人画は当時の風俗を主題にしたものから、歴史や故事に想を得たものが多くなるが、その変化を可能にしたのはこの頃の研鑽があったからに他ならない。
1905年（明治38年）に同門の伊藤鷺城と結婚し、翌年には長女知子、1910年（明治43年）には次女芳子、1914年（大正3年）には三女正子が誕生している。1915年（大正4年）には第9回文展にて「製作の前」が初入選で三等賞を受賞。上村松園に次ぐ女性画家として一躍脚光を浴び、1917年（大正6年）には貞明皇后の御前で揮毫を行なうなど画家として、また妻としても充実した生活を送る。
この頃の作品では、第10回文展（1916年・大正5年）入選の「つづきもの」や第12回（1918年・大正7年）文展入選の「ふたば」のような、普段の何気ない生活の一場面を女性として、また妻としての視点から描いた作品が見て取れる。大正という時代にあって、家庭に入り家事や子育てに勤しみながら絵を描き続けることには大変な苦労があったと思われる。しかしながら小坡はそれをものともせず、逆に男性作家や家庭を持たない女性では気付くことのできない視点を取り上げることによって、現代に生きる我々が見ても親しみを感じることができる日常風俗を描写することができたのである。
反官展を掲げて渡辺公観らが集まり日本自由画壇が1919年（大正8年）に結成されると、小坡も創立同人として参加するが竹内栖鳳のすすめもあり翌年には脱退する。1921年（大正10年）の第3回帝展には、これまでの当時の風俗を主題をとした作品でなく、中国元代に高明によって創作された戯文である『琵琶記』を主題にした作品、「琵琶記」を出品している。この作品は翌年開催された日仏交換美術展にも出品され、フランス政府に寄贈される（当初買い上げであったが後に寄贈に変更、現在パリのポンピドゥ・センター所蔵）。
また、1915年（大正4年）に師である谷口香嶠が没して以降、誰のもとにもつかず創作活動を行なっていた小坡であるが、1928年（昭和3年）にかねてより尊敬していた竹内栖鳳が主催する画塾である竹杖会の一員となり、1928年（昭和3年）第9回帝展に「秋草と宮仕へせる女達」を出品している。この作品は平安時代の風俗をもとに、7人の女性の周りに沢山の秋草が配されており、古典的な表現を用いて描かれている。「琵琶記」を制作した頃から続けられてきた日常風俗を主題として描く画家から、歴史・物語を主題とした女性像を描く画家への転換がこの作品により完成する。
このような歴史風俗や人物から取材した作品は、晩年の小坡作品の多くを占めるようになり、描かれた凛とした美しい女性は見る者を引き込む強い世界観を画面の中に作り出している。
1968年（昭和43年）に90歳で没。小坡の画業を語るとき、明治大正期の日常風俗を主題にした作品と、昭和期の歴史風俗や物語を主題にした作品とに大別することができるが、それはあくまでも表面的な表現方法の違いでしかない。全ての作品の中にある小坡の人間に対する視線はいつの時代でも一貫しており、その視線を通じて描き出された人物像の存在感こそが小坡作品の魅力である。

## 年譜
- 1877年（明治10年）：4月24日、三重県度会郡宇治浦田町（現伊勢市宇治浦田町）の猿田彦神社宮司宇治土公貞幹の長女として生まれる。本名佐登（さと）[2]。
- 1895年（明治28年）：この頃より伊勢の磯部百鱗に師事[2]。歴史人物を好んで描く。
- 1897年（明治30年）：京都へ出て、百鱗の紹介で森川曽文に師事。「文耕」の雅号をもらう[2]。
- 1901年（明治34年）：曽文の病のため、谷口香嶠に師事。「二見小坡」と改号する[2]。
- 1903年（明治36年）：第5回内国勧業博覧会に「伊賀の局」を出品[2]。
　　　　　　　　　：この頃の住所は『上京区室町通夷川上鏡屋町二六　中橋方』となっている。
- 1905年（明治38年）：谷口香嶠門下の伊藤鷺城（又次）と結婚[3]。
　　　　　　　　　：中京区釜座通竹屋町上ルに住む。
- 1906年（明治39年）：長女知子誕生[2]。
- 1910年（明治43年）：次女芳子誕生[2]。
- 1914年（大正3年）：三女正子誕生[2]。
- 1915年（大正4年）：第9回文展に「製作の前」が初入選。三等賞。[4]
　　　　　　　　　：師谷口香嶠没。
- 1916年（大正5年）：第10回文展に「つゞきもの」が入選。
- 1917年（大正6年）：11月15日、岡崎公会堂にて貞明皇后の御前で揮毫。
- 1918年（大正7年）：第12回文展に「ふたば」が入選。
　　　　　　　　　：上京区室町下長者町上ルに移る。
- 1919年（大正8年）：反官展を標榜する画家たちにより結成された日本自由画壇に創立同人として参加。
　　　　　　　　　：翌年の第1回展の開催以前に竹内栖鳳のすすめで退会。
- 1920年（大正9年）：第2回帝展に「夏」が入選。
- 1921年（大正10年）：第3回帝展に「琵琶記」が入選。
- 1922年（大正11年）：日仏交換美術展（パリ）の出品作品「琵琶記」をフランス政府に寄贈。現在ポンピドゥ・センター所蔵。
　　　　　　　　　：平和記念東京博覧会にて「待たるる楽しみ」が三等賞。
　　　　　　　　　：第4回帝展に「山羊の乳」を出品。
- 1925年（大正14年）：第6回帝展に「廻廊」を出品。
- 1926年（大正15年）：第1回聖徳太子奉賛会総合展に「やすらいはな」が招待出品。
- 1928年（昭和3年）：竹内栖鳳が主宰する竹杖会に入る[4]。
　　　　　　　　　：第9回帝展に「秋草と宮仕へせる女達」が入選。
- 1929年（昭和4年）：第10回帝展に「秋好中宮図」が入選。
- 1930年（昭和5年）：第11回帝展に「伊賀のつぼね」が入選。
　　　　　　　　　：第2回聖徳太子奉賛美術展に「豊艶」を出品。無鑑査。
- 1931年（昭和6年）：第12回帝展に「春日詣」が入選。無鑑査となる。
- 1932年（昭和7年）：第13回帝展に「夕ぐれ」を官展25周年記念の推薦となる。（第12室にて展示。売値700円。）
- 1933年（昭和8年）：大礼記念京都美術館美術展覧会に「夕涼み」を招待出品。
- 1934年（昭和9年）：大礼記念京都美術館美術展覧会に「月待つ夕」を出品。（第13室にて展示。売値600円。）
　　　　　　　　　：7月7日〜7月8日、京都美術倶楽部にて個人展が開かれる。
- 1936年（昭和11年）：文展招待展に「十三の装ひ」を出品。
　　　　　　　　　：この頃の住所は『京都市上京区室町通下長者町上五六』、電話は『西陣二五八一』となっている。
- 1937年（昭和12年）：4月、京都日日新聞夕刊一面に、日本初の多色刷り印刷を用いて「麗春」が掲載される。
- 1938年（昭和13年）：第2回新文展に「歯くろめ」を無鑑査出品。
- 1939年（昭和14年）：第3回新文展に「神詣」を無鑑査出品。（第7室にて展示。非賣。）
- 1940年（昭和15年）：紀元二千六百年奉祝美術展覧会に「山内一豊の妻」を出品。
- 1941年（昭和16年）：第6回京都市展に委員として参加。「ほとゝぎす」を出品。（第5室にて展示）
- 1942年（昭和17年）：第5回新文展に「乳人浅岡」を無鑑査出品。
　　　　　　　　　：献納展（日本橋三越）に「春宵」を出品。
　　　　　　　　　：第7回市展（京都）に委員として参加。「七夕」を出品。（第5室にて展示）
　　　　　　　　　：師である竹内栖鳳没。
- 1944年（昭和19年）：戦時特別文展に「烈女形名の妻」を招待出品。
　　　　　　　　　：奉祝京都市美術展覧会に「參籠」を招待出品。（第5室にて展示）
- 1951年（昭和26年）：日本現代美術展に「厳島詣」を招待出品。
- 1956年（昭和31年）：第1回歴史美術展に「鶴ケ岡の舞」を招待出品。
- 1958年（昭和33年）：歴史風俗展にて「鶴ケ岡の舞」が招待。
- 1966年（昭和41年）：神宮微古館において「郷土の画家三人展」が開催される。
- 1968年（昭和43年）：1月7日、京都市上京区の自宅にて死去。
- 1992年（平成 4年）：11月3日〜翌1993年（平成 5年）1月24日、古川美術館にて「古川美術館開館一周年記念特別展 女性が描いた女性像 －上村松園と伊藤小坡－」が開催される。
- 1996年（平成 8年）：三重県伊勢市宇治浦田に「猿田彦神社伊藤小坡美術館」が開館。
- 1998年（平成10年）：9月17日〜9月29日、京都高島屋にて「－松園、小坡、蕉園、成園、緋佐子の美人画－女性画家が描く日本の女性たち展」が開催される。同展はその後、奈良そごう美術館（10月1日〜10月18日）、新宿小田急美術館（翌1999年（平成11年）1月3日〜1月24日）へと巡回。

## 主な作品
- 猿田彦神社伊藤小坡美術館
  1. 「花の頃」
  2. 「紅葉の頃」
  3. 「春秋（山路の春図）」
  4. 「春秋（菊の綿図）」
  5. 「初秋の夕」
  6. 「嵯峨野の月」
  7. 「紅葉の頃」
  8. 「麗春」
  9. 「菊綿」
  10. 「晩秋」
  11. 「猿田彦神社御造宮地鎮祭の図」
  12. 「御室の花」
  13. 「涼宵」
  14. 「虫売之図」
  15. 「観桜美人」
  16. 「烈女形名の妻」（1898年・明治31年）
  17. 「平家太宰府落図」（1907頃・明治40年頃）
  18. 「秋草と宮仕へせる女達」（1928年・昭和3年）
  19. 「秋好中宮図」（1929年・昭和4年）
  20. 「伊賀のつぼね」（1930年・昭和5年）
  21. 「神詣」（1939年・昭和14年）
  22. 「山内一豊の妻」（1940年・昭和15年）
  23. 「乳人浅岡」（1942年・昭和17年）
- 東京国立近代美術館
  1. 「春宵」（1942年・昭和17年）
- 京都国立近代美術館
  1. 「春の宵」
  2. 「佐用姫」
- 三重県立美術館
  1. 「化粧」
  2. 「二美人図」
  3. 「祇園町の春」（1916年・大正5年）
  4. 「はじらい」（1917年・大正6年）
  5. 「ふたば」（1918年・大正7年）
  6. 「夕ぐれ」（1932年・昭和7年）
  7. 「元禄頃美人教示之図」（1951年・昭和26年）
- 京都市美術館
  1. 「夏」（1920年・大正9年）
- 石山寺
  1. 「待月」
- 木下美術館
  1. 「桜下美人図」
  2. 「十三詣の装ひ（母と子）」（1936年・昭和11年）
- 講談社野間記念館
  1. 「山内一豊の妻」（1926年・大正15年）＊『キング』大正15年5月号口絵
  2. 「十二ヶ月図」（1931年・昭和6年）
    - 「一月、若菜摘」
    - 「二月、紅梅」
    - 「三月、立雛」
    - 「四月、花見」
    - 「五月、あやめ」
    - 「六月、蚊やり」
    - 「七月、朝顔」
    - 「八月、すずみ」
    - 「九月、虫ゑらび」
    - 「十月、菊綿」
    - 「十一月、紅葉狩」
    - 「十二月、年の暮」

  3. 「十二ヶ月図」（1934年・昭和9年）
- 二階堂美術館
  1. 「つれつれ之図」
- 古川美術館
  1. 「観桜美人之図」
  2. 「春寒」
  3. 「浴後美人」
  4. 「ひいな遊びの図」
- 松岡美術館
  1. 「歯久ろめ」
  2. 「秋の夕」
  3. 「麗春」
  4. 「虫籠」
  5. 「ほととぎす」
- 名都美術館
  1. 「春駒」
  2. 「尚武」
  3. 「汐汲」
- 山種美術館
  1. 「虫売り」
- ホノルル美術館
  1. 「元禄美人」 （1920年頃・大正9年）
- ポンピドゥー・センター
  1. 「琵琶記」（1921年・大正10年）

## 主な弟子
- 柴田翠坡